# Guadalupe Peak
Guadalupe Peak is de hoogste berg van de Amerikaanse staat Texas en van de Guadalupe Mountains. De berg is 2667 meter hoog en ligt in het Guadalupe Mountains National Park, ongeveer 140 kilometer ten oosten van El Paso. Vanaf de top van de berg is er een goed uitzicht op de Chihuahuawoestijn. Op de top van de Guadalupe Peak ligt een gipfelbuch.